# Baldissero Torinese
Baldissero Torinese és un comune (municipi) de la ciutat metropolitana de Torí, a la regió italiana del Piemont, situat a 9 quilòmetres a l'est de Torí. A 1 de gener de 2019 la seva població era de 3.680 habitants.
Baldissero Torinese limita amb els següents municipis: Castiglione Torinese, Torino, San Mauro Torinese, Pavarolo, Pino Torinese i Chieri.